# 運輸振興協会
一般財団法人運輸振興協会（うんゆしんこうきょうかい）は、元国土交通省所管の財団法人。

## 概要
- 所在：東京都千代田区麹町4丁目5番地　海事センタービル
- 設立：1978年6月1日
- 法人番号：8010005018830